# Glansvlekdrongo
De glansvlekdrongo (Dicrurus bracteatus) is een zangvogelsoort uit de familie van de Drongo's uit het geslacht Dicrurus. Deze soort is gesplitst in een Oriëntaalse soort, de haarkuifdrongo (D. hottentottus) en een Australaziatische soort, deze soort (de glansvlekdrongo). Beide soorten werden vroeger als één soort beschouwd.

## Kenmerken
Het mannetje van de glansvlekdrongo is 32 cm lang, het vrouwtje 29,5 cm. De vogel is overwegend zwart waarbij de kop en de rug dof zwart zijn en de vleugels en de staart blauw glanzend zwart. Op de borst, boven op de kop en nek zijn kleine groene, glanzende vlekken (van daar de Nederlandse naam). De ogen zijn felrood. De staart is gevorkt en de vogel heeft een kuif die bestaat uit losse, dunne veren. Dat geeft hem een komiek uiterlijk. Daarnaast is de vogel luidruchtig, actief, soms agressief; daarom heeft het woord drongo in Australië de betekenis van dwaas, idioot.

## Verspreiding en leefgebied
De glansvlekdrongo komt voor in een groot gebied dat reikt van de Molukken, alle eilanden oostelijk daarvan en het eiland Nieuw-Guinea, de Salomonseilanden en verder het noorden en het oosten van Australië. Het leefgebied bestaat uit een groot aantal typen bosgebied: de randen van regenwoud, heuvellandbos tot op 1450 m boven de zeespiegel, bosjes in agrarisch gebied, moerasbos, struikgewas langs kusten, mangrove, bomen langs wegen en waterlopen, parken en tuinen.
De soort telt 11 ondersoorten:
- D. b. amboinensis: Ceram, Ambon, Haruku en Saparua.
- D. b. buruensis: Buru.
- D. b. morotensis: Morotai.
- D. b. atrocaeruleus: Halmahera, Batjan en Kofiau.
- D. b. carbonarius: Nieuw-Guinea en de nabijgelegen eilanden en archipels.
- D. b. baileyi: noordelijk Australië.
- D. b. atrabectus: noordoostelijk Australië.
- D. b. bracteatus: oostelijk Australië.
- D. b. laemostictus: Nieuw-Brittannië.

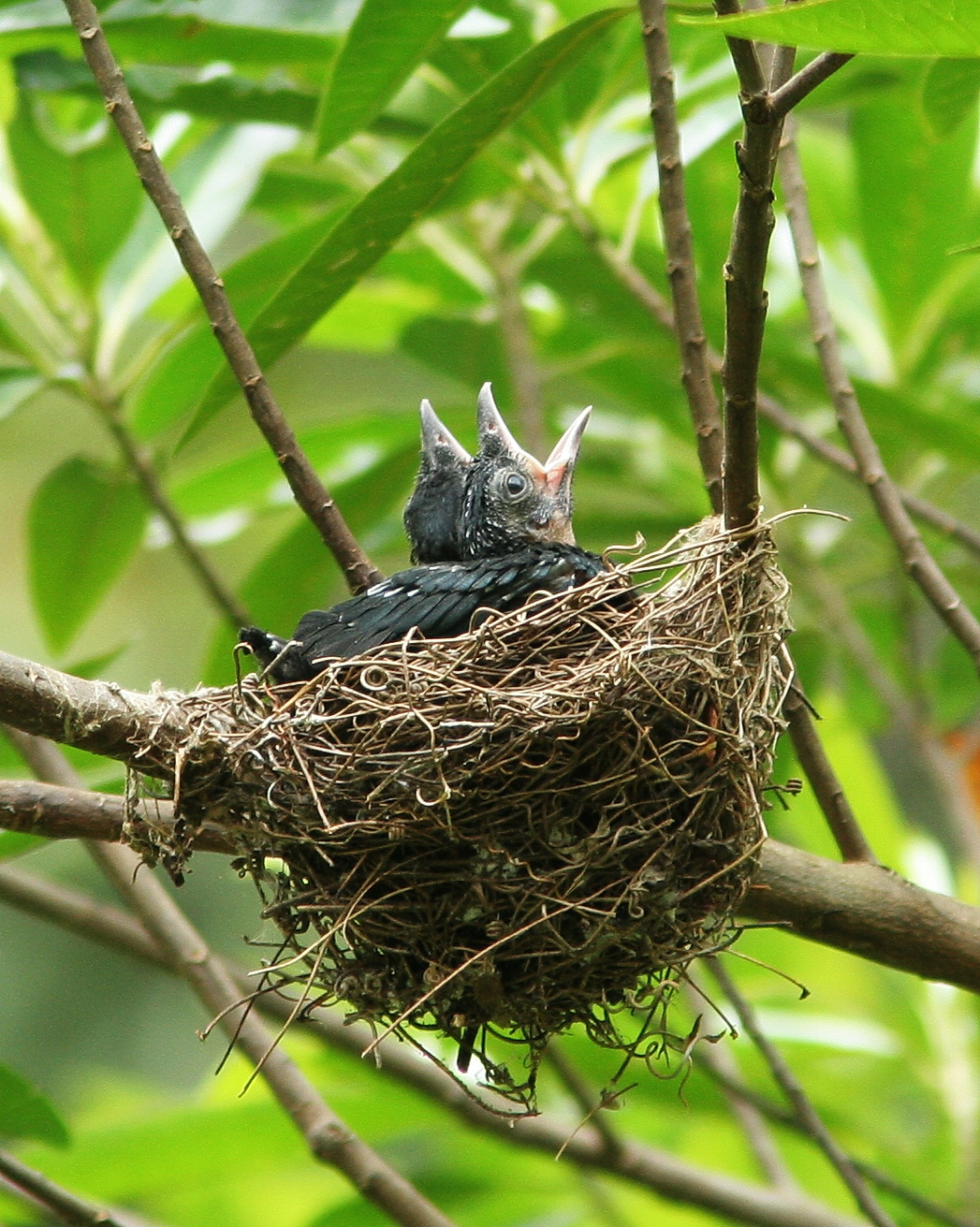
Nest met jongen van de glansvlekdrongo

- D. b. meeki: Guadalcanal.
- D. b. longirostris: Makira.

## Status
De glansvlekdrongo heeft een groot verspreidingsgebied en de grootte van de populatie is niet gekwantificeerd. Er is geen aanleiding te veronderstellen dat de soort in aantal achteruit gaat. Daarom staat deze drongo als niet bedreigd op de Rode Lijst van de IUCN.